# 窦氏青山
窦氏青山，汉朝安成侯窦青（孝文窦皇后的父亲）之墓（现存封土高22.9米），位于中国河北省衡水市武邑县青冢村南，为衡水市的一个省级文物保护单位，类型为古墓葬，公布时间为1982年7月23日。